# Brittany Crew
Brittany Ann Nicole Crew (Toronto, 6 de marzo de 1994) es una deportista de Canadá que compite en atletismo.
Ganó una medalla de bronce en los Juegos de la Mancomunidad de 2018 y una de plata en los Juegos Panamericanos de 2019, ambas en la prueba de lanzamiento de peso. Participó en dos Juegos Olímpicos, Río de Janeiro 2016 y Tokio 2020.